# Бершадський Сергій Олександрович
Бершадський Сергій Олександрович (рос. Бершадский Сергей Александрович, нар. 18 березня 1850, Бердянськ, Таврійська губернія, Російська імперія — пом. 21 лютого 1896, Санкт-Петербург, Російська імперія) — історик права та правознавець.

## Життєпис
За походженням українець, його прадід по батькові був православним священиком з містечка Бершаді Подільської губернії.
Початкову освіту С. Бершадський отримав в Керченському повітовому училищі, де навчався з 1857 по 1862 рр. В 1863–1868 рр. навчався у нововідкритій Керченській гімназії, курс якої закінчив із золотою медаллю.
1868 року вступив на юридичний факультет Новоросійського університету, де й отримав вищу освіту 1872 року. В університеті його наставниками були професор Федір Леонтович та магістр (згодом професор) А. П. Пригара.
В 1783 р. він був залишений в університеті для підготовки до професорського звання на кафедрі державного права, потім через хворобу А. П. Пригари, відряджений до Петербурга (1874), де продовжував займатися під керівництвом проф. О. Д. Градовського. В Петербурзі, витримавши екзамен на ступінь магістра державного права в 1876 р., Бершадський був запрошений 1877 р. читати лекції в реорганізованій Олександрівській військово-юридичній академії та в Олександрівському ліцеї.
У наступному 1878 р. він був запрошений викладачем історії філософії права в Імператорський Санкт-Петербузький університет.
В травні 1883 р. С. О. Бершадський захистив магістерську дисертацію під назвою «рос. Литовские евреи, история их юридического и общественного быта от Витовта до Люблинской Унии 1388–1569» й був обраний Радою Університету та затверджений штатним доцентом на кафедрі енциклопедії й історії філософії права. У 1884 р. затверджений екстра-ординарним професором на тій же кафедрі.
В 1885 р. був запрошений в Імператорський Олександрівський ліцей викладачем поліцейського права, а в 1888 р., полишивши викладання поліцейського права, перейшов до викладання історії російського права.
Несподівано помер від важкої хвороби 21 лютого 1896 р.. Похований на Смоленському православному кладовищі.
Наукові інтереси С. О. Бершадського стосувалися, головно, правового становища євреїв у Великому князівстві Литовському та історії філософії права.

## Праці
- (рос.)Бершадский С. А. Очерк истории философии права. — СПб., 1892.
- (рос.)Литовские евреи, история их юридического и общественного быта от Витовта до Люблинской Унии [Архівовано 14 липня 2014 у Wayback Machine.]. 1388—1569. — СПб., 1883.
- (рос.)Документы и регесты к истории Литовских евреев, извлеченные из Метрики Литовской, Киевского и Виленского центральных архивов с 1388 по 1569 г. — СПб., 1883. I—XII + 337 +ХХ, т. II—I + 259 + XIII.
- (рос.)«А. Е. Ребичкович, подскарбий В. К. Литов.» (Киев, 1888);
- (рос.)«Еврей король польский» (СПб., 1890).